# Sobrada (Otero de Rey)
Sobrada (llamada oficialmente Santa María Madanela de Sobrada de Aguiar) es una parroquia española del municipio de Otero de Rey, en la provincia de Lugo, Galicia.

## Otras denominaciones
La parroquia también es conocida por los nombres de Santa María Madanela de Sobrada y Santa María Magdalena de Sobrada.

## Organización territorial
La parroquia está formada por nueve entidades de población, constando ocho de ellas en el nomenclátor del Instituto Nacional de Estadística español:
- Cancela
- Carreira (A Carreira Vella)
- Curutín
- Faxilde
- Gabín
- Laxe
- Piñeiro
- Riazón
- A Torre

## Demografía
| Gráfica de evolución demográfica de Sobrada entre 2000 y 2020 |
|                                                               |
| Datos según el nomenclátor publicado por el INE.              |